# 그랩
그랩(Grab)은 스마트폰을 기반으로 한 동남아시아의 승차 공유 서비스이다. 본래 동남아시아 지역은 우버를 승차 공유 서비스로 사용하였으나, 우버가 동남아시아에서 철수한 후 그랩이 주류가 되었다.

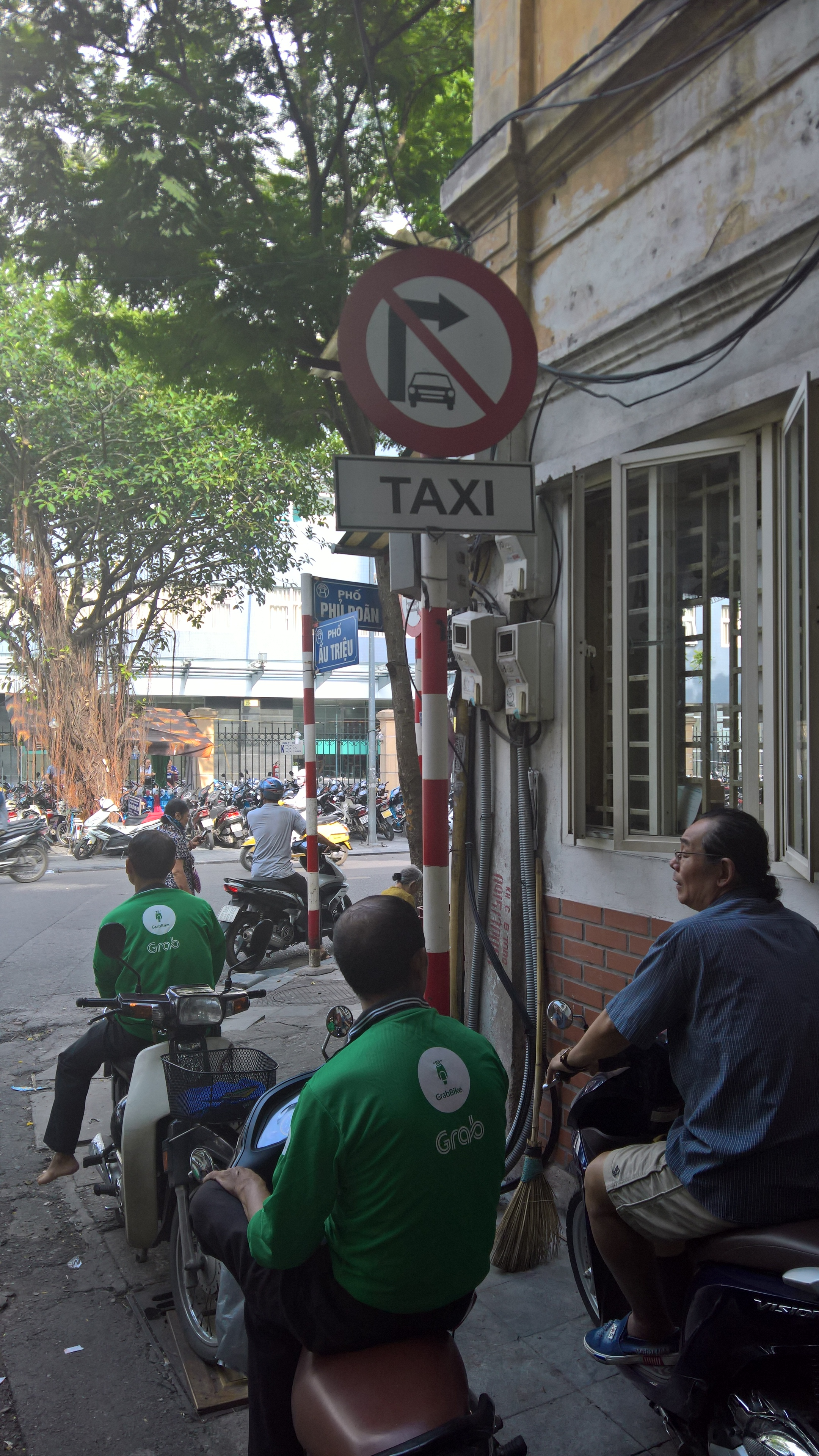
그랩 오토바이 기사들의 모습

## 같이 보기
- 승차 공유 서비스
- 리프트
- 우버